# Perdita grandiceps
Perdita grandiceps là một loài Hymenoptera trong họ Andrenidae. Loài này được Cockerell mô tả khoa học năm 1896.